# فهرست مناطق صربستان بر پایه شاخص توسعه انسانی
این مقاله فهرست مناطق آماری صربستان بر پایهٔ شاخص توسعه انسانی در سال ۲۰۲۰ است که بر اساس داده‌های سال ۲۰۱۸ فراهم آمده‌است.
| ردیف                    | منطقه                    | شاخص توسعه انسانی (۲۰۱۸) | کشورهای قابل مقایسه (۲۰۱۸) |
| توسعهٔ انسانی بسیار بالا | توسعهٔ انسانی بسیار بالا  | توسعهٔ انسانی بسیار بالا  | توسعهٔ انسانی بسیار بالا    |
| ----------------------- | ------------------------ | ------------------------ | -------------------------- |
| ۱                       | بلگراد                   | ۰٫۸۲۸                    | آرژانتین                   |
| توسعهٔ انسانی بالا       |                          |                          |                            |
| –                       | صربستان (میانگین)        | ۰٫۷۹۹                    | ترینیداد و توباگو          |
| ۲                       | استان خودمختار وویوودینا | ۰٫۷۹۳                    | کاستاریکا                  |
| ۳                       | شومادئیا و صربستان غربی  | ۰٫۷۹۳                    | کاستاریکا                  |
| ۴                       | صربستان جنوبی و شرقی     | ۰٫۷۸۶                    | گرجستان                    |